# Сыктывкарский ЛДК
ООО «Сыктывкарский ЛДК» — производитель пиломатериалов в Республике Коми.

## История
10 августа 1926 — пущена в эксплуатацию первая лесопильная рама Усть-Сысольского лесозавода.
Первоначально предприятие представляло собой 2-х рамный лесопильный завод, оснащённый лесорамами финской фирмы «Курхала». В процессе строительства к заводу была пристроена электростанция для удовлетворения коммунальных нужд города и его окрестностей. Оборудование завода состояло из двух лесопильных рам, обрезного, ребрового, длиннореечного и педального круглопильных станков. Энергетическим хозяйством завода служила электростанция мощностью 300 кВт.
30 марта 1936 — пущен 4-х рамный лесозавод № 2 и тепловая электростанция мощностью 1000 кВт.
1961 год — Сыктывкарские лесозаводы переименованы в «Сыктывкарский лесопильно-деревообрабатывающий комбинат».
1963 год — подведена железнодорожная ветка от станции Сыктывкар.
1966 год — комбинат переведён на выпуск экспортных пиломатериалов Черноморской сортировки.
1969 год — пущена сушилка «Valmet» мощностью 50 тыс. м³ в год.
1971 год — пущены три установки «Raute» по торцовке и маркировке пиломатериалов.
1972 год — комбинат награждён Юбилейным почётным знаком.
1976 год — комбинат награждён памятным знаком «За трудовую доблесть в 9-й пятилетке».
1979 год — приняты в эксплуатацию линия по сушке «Valmet-СП-5км» и пакетированию «Plan-Sell» пиломатериалов мощностью 150 тыс. м³ в год.
1981 год — принят в эксплуатацию 4-х поточный 8-рамный лесопильный цех.
3 сентября 1999 — создано ОАО «Лесопромышленная компания «Сыктывкарский ЛДК».
2000 год — выработано 117,4 тыс. м³ пиломатериалов, в том числе 105,3 тыс. м³ экспортных.
За время с 1926 по 2001 год выпущено:
- 15,8 млн. м³ пиломатериалов
- 7,5 млн. м³ экспортных пиломатериалов
- 4,5 млн. кв. м. оконных блоков
- 3,5 млн. кв. м. дверных блоков
- 1 млн. кв. м. щитовых домов

В марте 2011 года организация была признана банкротом.
В 2012-2015 годах для сжигания кучи древесных отходов, накопленных в течение 45 лет, была построена электростанция мощностью 4,3 МВт.

## Руководство
- Генеральный директор — Бунтов Максим Юрьевич
- Директор по экономике — Яковлева Ирина Ивановна
- Начальник производства — Наранович Александр Александрович
- Директор по лесообеспечению — Кухаренок Андрей Никитович
- Технический директор — Марков Олег Владимирович